# Johann Adam Hiller

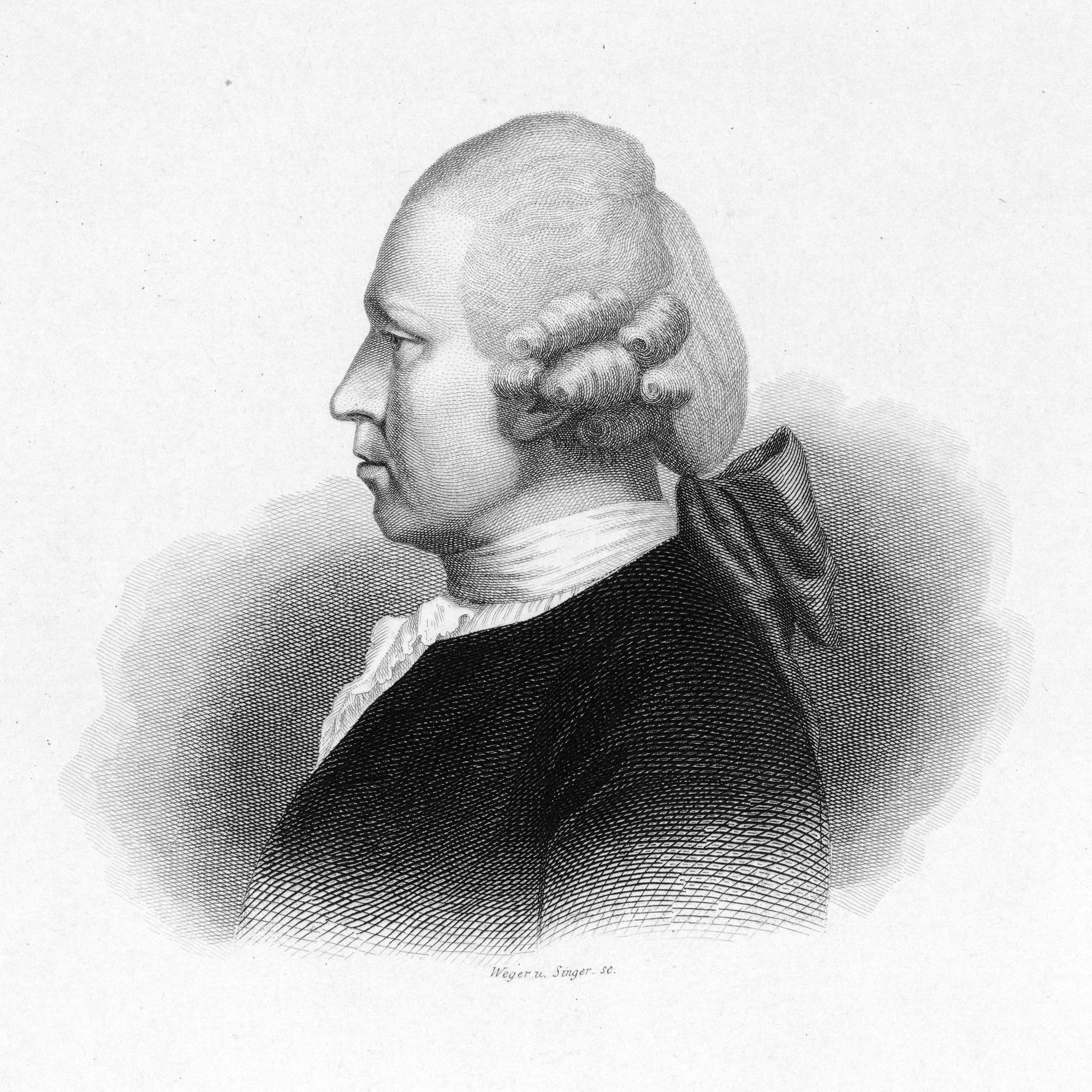
Johann Adam Hiller

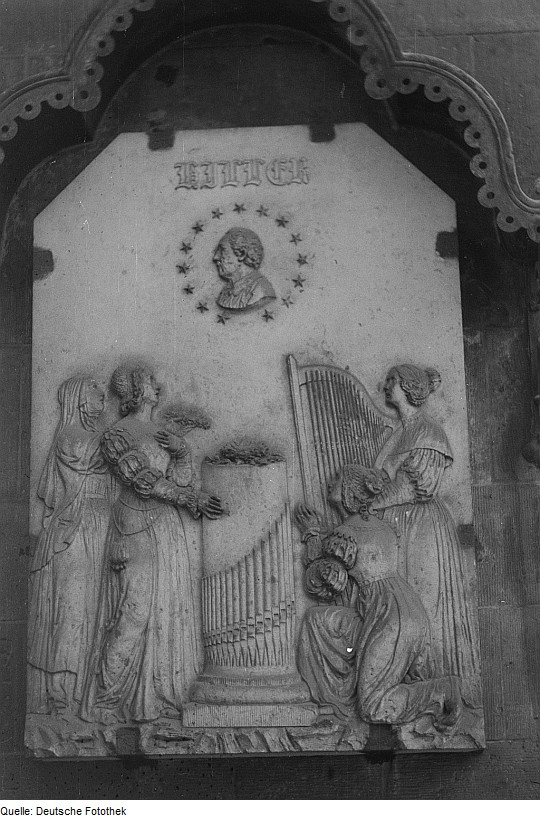
Gedenksteen voor Johann Adam Hiller, westgevel van der Thomaskerk te Leipzig

Johann Adam Hiller, achternaam ook Hüller, (Wendisch-Ossig (nu Osiek Łużycki) in Polen bij Görlitz, 25 december 1728 - Leipzig, 16 juni 1804 was een Duitse componist, muziekrecensent en dirigent.

## Leven
Hiller zat tot 1745 op het gymnasium in Görlitz, leerde klavecimbel en basso continuo op de Kreuzschule in Dresden,  ging in 1751 naar Leipzig en begon daar een studie in de rechten aan de Universiteit van Leipzig.  In 1754 werd hij privéleraar bij graaf Heinrich von Brühl, met wie hij 1758 naar Leipzig ging. 1759  gaf hij het eerste Duitse muziektijdschrift  Der musikalische Zeitvertreib uit. In 1763  pakte  Hiller de Traditie van het Leipzigse Grote concert weer op. Deze traditie was in 1743 door de boekhandelaar Johann Friedrich Gleditsch begonnen, maar door de zevenjarige oorlog vanaf 1756 in vergetelheid geraakt. 
Tussen 1766 en 1770 gaf Hiller wekelijksde Wöchentlichen Nachrichten, die Musik betreffend uit.  Vanaf  1771 leidde Hiller een opleiding voor zangkunst te Leipzig, die beroemde zangeressen heeft opgeleid. Hiller was agent en leraar van de zangeres Gertrudt Elisabeth Schmähling.  In 1775 begon hij met het Musikübende Gesellschaft,  concerten die eerst in het  Koningshuis plaatsvonden, maar vanaf 1781 in het Gewandhaus (Leipzig) plaatsvonden.  Daarmee was hij  de eerste dirigent van het Gewandhausorkest.
1782 richtte hij in Mitau het orkest van Hertog Peter van Kurland op. In 1786 arrangeerde hij de Messiah en gaf een uitvoering in de Berliner Dom; in 1787 arrangeerde hij Judas Maccabeus, eveneens van Georg Friedrich Händel. Van 1789 tot 1801 was Hiller Thomascantor aan de Thomasschule. Bovendien was Hiller tijdelijk Muziekdirecteur van de Thomaskerk  en organist van de Nieuwe kerk. In 1832 werd voor hem naast de Thomaskerk een gedenkteken onthuld. Zijn zoon Friedrich Adam werd eveneens componist.

## Werk
Hiller zette een serie singspiele op muziek, onder andere 
- Das Orakel 1753 (tekst Christian Fürchtegott Gellert),
- Der Teufel ist los 1766,
- Lottchen am Hofe 1767,
- Die Liebe auf dem Lande 1768,
- Die Jagd 1770,
- Der Dorfbarbier 1771,

Deze stukken gelden als voorlopers van de Duitse opera. Van allemaal was het libretto geschreven door Christian Felix Weiße.  Bovendien schreef hij liederen, cantates en kerkmuziek.

## Geschriften
Chronologisch
- Wöchentliche Nachrichten und Anmerkungen die Musik betreffend, 4 Bände; Leipzig 1766-70, R.: Hildesheim 1970
- Anweisung zum musikalisch-richtigen Gesange; Leipzig 1774, 2. Aufl. 1798
- Anweisung zum musikalisch-zierlichen Gesange; Leipzig 1780, R.: Leipzig 1976 Google Books
- Georg Friedrich Händels Te Deum Laudamus zur Utrechter Friedensfeyer ehemals in Engländischer Sprache componirt, und nun mit dem bekannten lateinischen Texte herausgegeben von Johann Adam Hiller, Leipzig, 1. IX. 1780
- Ueber die Musik und deren Wirkungen, Leipzig 1781. R: Leipzig 1974.
- Lebensbeschreibungen berühmter Musikgelehrten und Tonkünstler neuerer Zeit. Leipzig 1784, Nachdruck: Edition Peters 1979.
- Drey Melodien zu Wir glauben all’ an einen Gott; zwo neue, und die alte verbessert von Johann Adam Hiller. Leipzig, bey Adam Friedrich Böhme, 1790.
- Kurze und erleichtete Anweisung zum Singen für Schulen in Städten und Dörfern; Leipzig 1792
- Anweisung zum Violinspielen, für Schulen, und zum Selbstunterrichte, nebst einem kurzgefaßten Lexicon der fremden Wörter und Benennungen in der Musik; Leipzig(?) 1792